# Menhir de Cam Louis
Le menhir de Cam Louis, appelé aussi menhir de Kergoarat ou menhir de Saint-Eden, est un menhir situé sur la commune de Plouescat, dans le département du Finistère en France.

## Historique
Il est classé au titre des monuments historiques par arrêté du 15 mars 1909.

## Description
Le menhir mesure plus de 6 m de hauteur. Il comporte une trentaine de cupules sur sa face occidentale dans sa partie basse et deux gros trous d'origine naturelle sur sa face orientale. Ses arêtes vives et le creusement de certaines cupules suggèrent l'utilisation d'outils métalliques pour la réalisation. 

## Folklore
Selon une légende, le menhir cacherait un trésor qui ne peut être découvert que la nuit de Noël ou celle du dimanche des Rameaux. Les rochers entourant le menhir sont appelés « rochers de feu » ; ils  comportent des cavités, naturelles ou anthropiques, appelées « écuelles du Sabbat » en souvenir probablement des feux qu'on y allumait et des libations qui y étaient pratiquées à l'époque mérovingienne.

## Annexe